# Metasphaeria orthospora
Metasphaeria orthospora är en svampart som beskrevs av Sacc. 1893. Metasphaeria orthospora ingår i släktet Metasphaeria och familjen Dothioraceae.   Inga underarter finns listade i Catalogue of Life.